# Symphonies of Sickness
Symphonies of Sickness är det brittiska extreme metal-bandet Carcass andra studioalbum, släppt 1989 av Earache Records. Låttexterna belyser bland annat ruttnande lik, nekrofili och kannibalism. 
År 2008 återutgavs albumet med sex bonusspår. År 2013 gavs albumet ut på flera olika färgade vinyler:
- Vit vinyl med röda blodstänk (100 exemplar) bild
- Likgul vinyl (200 exemplar)
- Genomskinlig grön vinyl (200 exemplar)
- Röd vinyl (300 exemplar)
- Svart vinyl (400 exemplar)

## Låtlista
| Nr  | Titel                                      | Längd |
| --- | ------------------------------------------ | ----- |
| 1.  | Reek of Putrefaction                       | 4:11  |
| 2.  | Exhume to Consume                          | 3:51  |
| 3.  | Excoriating Abdominal Emanation            | 4:32  |
| 4.  | Ruptured in Purulence                      | 4:11  |
| 5.  | Empathological Necroticism                 | 5:46  |
| 6.  | Embryonic Necropsy and Devourment          | 5:14  |
| 7.  | Swarming Vulgar Mass of Infected Virulency | 3:11  |
| 8.  | Cadaveric Incubator of Endoparasites       | 3:24  |
| 9.  | Slash Dementia                             | 3:23  |
| 10. | Crepitating Bowel Erosion                  | 5:30  |

| 22. | Reek of Putrefaction                 |  |
| 23. | Slash Dementia                       |  |
| 24. | Embryonic Necropsy and Devourment    |  |
| 25. | Cadaveric Incubator of Endoparasites |  |
| 26. | Ruptured in Purulence                |  |
| 27. | Crepitating Bowel Erosion            |  |

## Medverkande
- Jeff Walker – sång, elbas
- Bill Steer – sång, sologitarr
- Ken Owen – trummor, sång